# Tye Harvey
Tye Harvey (Estados Unidos, 25 de septiembre de 1974) es un atleta estadounidense retirado especializado en la prueba de salto con pértiga, en la que consiguió ser subcampeón mundial en pista cubierta en 2001.

## Carrera deportiva
En el Campeonato Mundial de Atletismo en Pista Cubierta de 2001 ganó la medalla de plata en el salto con pértiga, con un salto por encima de 5.90 metros, tras su compatriota Lawrence Johnson (oro con 5.95 metros) y por delante del francés Romain Mesnil (bronce con 5.85 metros).